# Prix Mainichi de la meilleure actrice
Le Prix Mainichi de la meilleure actrice est un prix de cinéma remis lors des prix du film Mainichi (毎日映画コンクール, Mainichi eiga konkūru) depuis 1947.

## Palmarès
| Année | Film                                                                                      | Actrice           |
| ----- | ----------------------------------------------------------------------------------------- | ----------------- |
| 1947  | L'Amour de l'actrice Sumako Le Mariage Le Phénix                                          | Kinuyo Tanaka     |
| 1948  | Femmes de la nuit Une poule dans le vent                                                  | Kinuyo Tanaka     |
| 1949  | Printemps tardif La Montagne bleue Un toast pour mademoiselle                             | Setsuko Hara      |
| 1950  | Rashōmon Les Habits de la vanité                                                          | Machiko Kyō       |
| 1951  | Le Repas Été précoce                                                                      | Setsuko Hara      |
| 1952  | Hakone Fūunroku Ceux d'aujourd'hui                                                        | Isuzu Yamada      |
| 1953  | La Tragédie du Japon                                                                      | Yūko Mochizuki    |
| 1954  | Vingt-quatre prunelles The Garden of Women Somewhere Under the Broad Sky Aku no Yuyushisa | Hideko Takamine   |
| 1955  | Nuages flottants                                                                          | Hideko Takamine   |
| 1956  | Au gré du courant Le Chat, Shozo et ses deux maitresses Boshizō                           | Isuzu Yamada      |
| 1957  | Une femme indomptable Times of Joy and Sorrow                                             | Hideko Takamine   |
| 1958  | Nuages d'été La Lumière des lucioles                                                      | Chikage Awashima  |
| 1959  | Kiku et Isamu                                                                             | Tanie Kitabayashi |
| 1960  | Tendre et folle adolescence                                                               | Keiko Kishi       |
| 1961  | Un amour éternel Happiness of Us Alone                                                    | Hideko Takamine   |
| 1962  | La Source thermale d'Akitsu Kotoshi no Koi                                                | Mariko Okada      |
| 1963  | La Femme insecte Elle et lui                                                              | Sachiko Hidari    |
| 1964  | Sweet Sweat                                                                               | Machiko Kyō       |
| 1965  | Le Détroit de la faim                                                                     | Sachiko Hidari    |
| 1966  | The River Kino                                                                            | Yōko Tsukasa      |
| 1967  | Portraits de Chieko Clouds at Sunset                                                      | Shima Iwashita    |
| 1968  | Operation Negligee Kuroneko                                                               | Nobuko Otowa      |
| 1969  | Double suicide à Amijima (Shinjû: Ten no Amijima) The Song from My Heart                  | Shima Iwashita    |
| 1970  | Where Spring Comes Late Tora-san's Runaway                                                | Chieko Baishō     |
| 1971  | Red Peony Gambler: Here to Kill You                                                       | Sumiko Fuji       |
| 1972  | The Long Darkness                                                                         | Komaki Kurihara   |
| 1973  | Seigen-ki                                                                                 | Atsuko Kaku       |
| 1974  | Sandakan N° 8 Trois vieilles dames                                                        | Kinuyo Tanaka     |
| 1975  | Tora-san's Rise and Fall                                                                  | Ruriko Asaoka     |
| 1976  | Brother and Sister                                                                        | Kumiko Akiyoshi   |
| 1977  | Orin la proscrite                                                                         | Shima Iwashita    |
| 1978  | Suicides d'amour à Sonezaki                                                               | Meiko Kaji        |
| 1979  | Au revoir la vie facile                                                                   | Kaori Momoi       |
| 1980  | L'Écho de la montagne                                                                     | Chieko Baishō     |
| 1981  | Station Tora-san's Love in Osaka                                                          | Chieko Baishō     |
| 1982  | Fall Guy Lovers Lost                                                                      | Keiko Matsuzaka   |
| 1983  | Crossing Mt. Amagi                                                                        | Yūko Tanaka       |
| 1984  | Ohan Station to Heaven                                                                    | Sayuri Yoshinaga  |
| 1985  | Love Letter Ikiteru Uchiga Hana Nanoyo Shin-dara Sore Madeyo Tō Sengen                    | Mitsuko Baisho    |
| 1986  | House on Fire Tokei – Adieu l'hiver                                                       | Ayumi Ishida      |
| 1987  | River of Fireflies Yogisha Gokudo no onna-tachi 2                                         | Yukiyo Toake      |
| 1988  | Kaitō Ruby                                                                                | Kyōko Koizumi     |
| 1989  | Black Rain Godzilla vs Biollante                                                          | Yoshiko Tanaka    |
| 1990  | L'Aiguillon de la mort                                                                    | Keiko Matsuzaka   |
| 1991  | Le Grand Enlèvement                                                                       | Tanie Kitabayashi |
| 1992  | Femme dans un enfer d'huile Netorare Sosuke                                               | Miwako Fujitani   |
| 1993  | All Under the Moon                                                                        | Ruby Moreno       |
| 1994  | Turning Point                                                                             | Sayuri Yoshinaga  |
| 1995  | Le Testament du soir                                                                      | Haruko Sugimura   |
| 1996  | Kyoko                                                                                     | Saki Takaoka      |
| 1997  | Tokyo Lullaby                                                                             | Kaori Momoi       |
| 1998  | Begging for Love                                                                          | Mieko Harada      |
| 1999  | Will to Live Poppoya The Black House                                                      | Shinobu Otake     |
| 2000  | Le Visage                                                                                 | Naomi Fujiyama    |
| 2001  | Turn                                                                                      | Riho Makise       |
| 2002  | The Laughing Frog Man Walking on Snow Utsutsu                                             | Nene Ōtsuka       |
| 2003  | Akame 48 Waterfalls Vibrator                                                              | Shinobu Terajima  |
| 2004  | Kamikaze Girls                                                                            | Kyoko Fukada      |
| 2005  | Hibi La Laitière                                                                          | Yūko Tanaka       |
| 2006  | Memories of Matsuko                                                                       | Miki Nakatani     |
| 2007  | Le Pays des cerisiers                                                                     | Kumiko Aso        |
| 2008  | The Kiss                                                                                  | Eiko Koike        |
| 2009  | Nonchan Noriben                                                                           | Manami Konishi    |
| 2010  | Le Soldat dieu                                                                            | Shinobu Terajima  |
| 2011  | Mainichi Kaasan (en)                                                                      | Kyōko Koizumi     |
| 2012  | The Cowards Who Looked to the Sky                                                         | Tomoko Tabata     |
| 2013  | Pecoross' Mother and Her Days                                                             | Harue Akagi       |
| 2014  | 0.5mm                                                                                     | Sakura Ando       |
| 2015  | Notre petite sœur                                                                         | Haruka Ayase      |
| 2016  | Harmonium                                                                                 | Mariko Tsutsui    |
| 2017  | Avant que nous disparaissions                                                             | Masami Nagasawa   |
| 2018  | Une affaire de famille                                                                    | Sakura Andō       |
| 2019  | Shinbun kisha                                                                             | Sim Eun-kyeong    |
| 2020  | Kigeki: Aisai monogatari                                                                  | Asami Mizukawa    |

## Sources
- (en) Liste des prix selon l'IMDb. Le décalage d'un an est dû au fait que l'IMDb liste les prix selon la date de la cérémonie.
- (ja) Site officiel
- (ja) Ancienne page des prix Mainichi